# Torsten Bremer
Torsten Bremer (* 28. April 1961 in Osnabrück) ist ein deutscher Physiker und ehemaliger Ruderer des Osnabrücker Ruder-Vereins (ORV). Bremer ist Geschäftsführer der Boge Rubber & Plastics Group in Damme bei Osnabrück. Bremer ist verheiratet und hat 2 Kinder.

## Sportlicher Werdegang
Der Steuermann begann mit dem Rudersport in der Ruderriege des Osnabrücker Ernst-Moritz-Arndt-Gymnasiums. 1978 nahm Bremer, damals 172 cm groß und 52 kg schwer, als jugendlicher Ruderer einer Renngemeinschaft des Deutschen Ruderverbandes im Vierer mit Steuermann an den Junioren-Weltmeisterschaften in Belgrad teil. Im Finale erreichten die fünf Ruderer Rang sieben. Bei den Junioren-Weltmeisterschaften des Folgejahres in Moskau (Krylatskoje) steuerte er den Vierer mit Steuermann des DRV im Finale auf den Bronzerang.
1980 steuerte Torsten Bremer den Achter der Renngemeinschaft des TuS Bramsche und des ORV, besetzt mit Brunon Derkes, Ferdinand Hardinghaus, Ralf Kollmann, Thomas Möllenkamp, Martin Möllmann (Bramsche), Andreas Schütte, Hans-Günther Tiemann und Axel Wöstmann. Trainiert wurden die neun Ruderer von Ralf Holtmeyer. Den Ruderern der Renngemeinschaft gelang es zunächst, die Mannheimer Regatta zu gewinnen, vor den Teams aus der Sowjetunion, aus der Tschechoslowakei und dem vom DRV zusammengestellten Deutschland-Achter. Mit dem fünften Rang im Einlauf des Finales der Internationalen Rotsee-Regatta in Luzern gelang der Mannschaft die Qualifikation für die Olympischen Sommerspiele 1980 in Moskau. Auf dem Rotsee gingen im Wettbewerb der Achter alle Endlaufteilnehmer der letzten Weltmeisterschaft 1979 in Bled an den Start. Außer dem Rekordmeister aus der DDR, dem damals dominierenden Achterteam, nahmen Neuseeland als Vize-Weltmeister und der WM-Dritte aus der UdSSR sowie die Ruderer aus Australien, dem Vereinigten Königreich und den USA teil. Auch der Achter des DRV, das damalige „Flaggschiff“ des bundesdeutschen Rudersports, war am Start. Er setzte sich zusammen aus routinierten und erfolgreichen Ruderern, zu denen auch Peter-Michael Kolbe gehörte. Damals erreichte der Achter des ORV auf dem Rotsse über die Strecke von 2000 Metern eine Zeit von 5:43,42 Minuten (Endlaufsiegerzeit DDR 5:40,88 Minuten). Der für die Olympischen Sommerspiele 1980 in Moskau qualifizierte Achter des ORV konnte aufgrund des politisch begründeten Boykotts in Moskau nicht an den Start gehen. Torsten Bremer ging dann mit dem Achter des ORV im Laufe des Jahres 1980 bei Regatten in Boston, New York und Philadelphia an den Start.
1986 in Duisburg erreichte Bremer die Deutsche Meisterschaft im Achter einer Renngemeinschaft mit Ingo Wieneke, Eckhard Schultz, Bahne Rabe, Armin Eichholz, Stefan Scholz, Georg Bauer, Matthias Mellinghaus und Volker Kioschis. Bei den Weltmeisterschaften 1986 in Nottingham steuerte er den Deutschland-Achter im Finale auf Rang 6. Im Boot ruderten Georg Bauer, Thomas Domian, Armin Eichholz, Volker Kioschies, Matthias Mellinghaus, Bahne Rabe, Eckhardt Schultz und Georg Wienecke.
Die Leistungsbilanz des Steuermanns Torsten Bremer umfasst weitere Erfolge in nichtolympischen Bootsklassen.

### Deutsche Meisterschaften
- 1980 in Duisburg: Stm. Torsten Bremer mit Brunon Derkes, Ralf Kollmann, Martin Möllmann und Andreas Schütte – Rang zwei im Vierer mit Steuermann.[9]
- 1981 in Essen: Stm. Torsten Bremer mit Johannes Hafer, Jens Peter Zuther, Andreas Bode und Konrad Hünnefeld – Rang drei im Vierer mit Steuermann.[9]
- 1981 in Essen: Stm. Torsten Bremer mit Martin Möllmann, Brunon Derkes, Andreas Schütte, Ralf Kollmann, Axel Wöstmann, Thomas Möllenkamp, Ferdinand Hardinghaus und Hans-Günther Tiemann – Rang zwei im Achter.[8]
- 1982 in München: Stm. Torsten Bremer mit Andreas Bode und Ferdinand Hardinghaus – Rang drei im Zweier mit Steuermann.[10]
- 1983 in Köln: Stm. Torsten Bremer mit Ralf Kollmann, Hans-Günther Tiemann, Martin Möllmann und Bert Honsel – Rang drei im Vierer mit Steuermann.[9]
- 1984 in Ratzeburg: Stm. Torsten Bremer mit Andreas Bode, Georg Bauer, Jörg Raabe, Ralf Thienel, Tilman Probst, Ingo Metzger, Ingo Wieneke und Christoph Weichsler-Fricke – Rang zwei im Achter.[8]
- 1986 in Duisburg: Stm. Torsten Bremer mit Eckhardt Schultz, Bahne Rabe, Matthias Mellinghaus und Volker Kioschis – Rang zwei im Vierer mit Steuermann.[9]

## Erfolgsbilanz Osnabrücker und Bramscher Ruderer in den 1980er Jahren
| 1980 | 1981 | 1982 | 1983 | 1984 | 1985                                               | 1986                                                  | 1987                                                 | 1988                                                                                      |
| --- | --- | --- | --- | --- | -------------------------------------------------- | ----------------------------------------------------- | ---------------------------------------------------- | ----------------------------------------------------------------------------------------- |
| Beim Deutschen Meisterschaftsrudern, teilweise in Renngemeinschaft                                                                                   | | | | |                                                    |                                                       |                                                      |                                                                                           |
| DMR in Duisburg | DMR in Essen | DMR in München | DMR in Köln | DMR in Ratzeburg | DMR in München                                     | DMR in Duisburg                                       | DMR in München                                       | DMR in Hamburg                                                                            |
| - Vierer-ohne: Hardinghaus, Möllenkamp, Tiemann, Wöstmann – Deutsche Meister - Vierer-mit: Derkes, Kollmann, Möllmann, Schütte, Stm. Bremer – Rang 2 | - Vierer-mit: Bode, Hafer, Hünnefeld, Zuther, Stm. Bremer (Rgm.) – Rang 3 - Achter: Derkes, Hardinghaus, Kollmann, Möllenkamp, Möllmann, Schütte, Tiemann, Wöstmann, Stm. Bremer – Rang 2 | - Zweier-mit: Hardinghaus, Bode, Stm. Bremer – Rang 3 - Vierer-ohne: Derkes, Kollmann, Möllenkamp, Tiemann – Deutsche Meister - Vierer-mit: Schütte (Rgm.) – Rang 2 - Achter: Hardinghaus, Bode (Rgm.) – Deutsche Meister | - Vierer-ohne: mit Möllenkamp, Wöstmann, Bode, Schütte – Rang 2 - Vierer-mit: Kollmann, Tiemann, Möllmann, Honsel, Stm. Bremer (Rgm.) – Rang 3 | - Zweier-ohne: Möllenkamp, Wöstmann – Rang 2 - Achter: Bode, Stm. Bremer (Rgm.) – Rang 2 - Achter: Möllenkamp, Hardinghaus (Rgm.) – Rang 3 | - Zweier-ohne: Möllenkamp, Maennig (Rgm.) – Rang 2 | - Achter: Stm. Bremer (Rgm.) – Rang 1                 | - Zweier-ohne: Möllenkamp, Wessling (Rgm.) – Rang 3  | - Vierer-ohne: Möllenkamp (Rgm.) – Deutscher Meister - Achter: Möllenkamp (Rgm.) – Rang 3 |
| Beteiligung an internationalen Meisterschaften in Booten des Deutschen Ruderverbandes (DRV)                                                          | | | | |                                                    |                                                       |                                                      |                                                                                           |
| Qualifikation OS Moskau | WM München | | | OS Los Angeles |                                                    | WM Nottingham                                         | WM Kopenhagen                                        | OS Seoul                                                                                  |
| - Achter: Derkes, Hardinghaus, Kollmann, Möllenkamp, Möllmann, Schütte, Tiemann, Wöstmann, Stm. Bremer                                               | - Vierer-ohne: Hardinghaus, Möllenkamp, Tiemann, Wöstmann – Rang 7 | | | - Zweier-ohne: Möllenkamp, Wöstmann – Rang 4                                                                                               |                                                    | - Achter: Deutschland-Achter mit Stm. Bremer – Rang 6 | - Achter: Deutschland-Achter mit Möllenkamp – Rang 6 | - Achter: Deutschland-Achter mit Möllenkamp – Goldmedaille                                |

Abkürzungen: „DMR“ – Deutsches Meisterschaftsrudern – „WM“ – Ruder-Weltmeisterschaften – „OS“ – Olympische Ruderregatta – „Stm.“ – Steuermann – „Rgm.“ – Renngemeinschaft